# تامی یاشچون
تامی یاشچون (انگلیسی: Tommy Jaszczun؛ زادهٔ ۱۶ سپتامبر ۱۹۷۷) بازیکن فوتبال اهل بریتانیا است.
از باشگاه‌هایی که در آن بازی کرده‌است می‌توان به باشگاه فوتبال کوربی تاون، باشگاه فوتبال براکلی تاون، باشگاه فوتبال کترینگ تاون، باشگاه فوتبال نورث‌همپتون تاون، باشگاه فوتبال استون ویلا، باشگاه فوتبال بلکپول، باشگاه فوتبال ولینگ‌بورو ویموث، باشگاه فوتبال کمبریج یونایتد، و باشگاه فوتبال روچدیل اشاره کرد.